# Rodeo (2022)
Rodeo (auch Rodéo) ist ein französischer Spielfilm von Lola Quivoron aus dem Jahr 2022.

## Handlung
Bordeaux im Sommer: Julia lebt am Rande der Gesellschaft und von Gelegenheitsjobs. Eine alles verzehrende Leidenschaft ist für die junge Frau das Motorradfahren. Eines Tages trifft sie in einem der Vororte auf eine Gruppe von Bikern, die sich mit Motocrossrädern auskennen. Unter rasender Geschwindigkeit und überwiegend ohne Helm führen sie mit ihren Maschinen akrobatische Tricks an abgelegenen Orten durch.
Obwohl Julia in der hauptsächlich aus jungen Männern bestehenden Gruppe namens „Wings“ nicht willkommen ist, gelingt ihr nach einer Tragödie unter Hilfe von Kaïs der Anschluss. Die „Wings“ recyclen in einer geheimen Garage Motorradteile und werden von Domino angeführt, der mittlerweile im Gefängnis sitzt. Ebenfalls Mitglieder sind Dominos Ehefrau Ophélie und der gemeinsame junge Sohn. Während verschiedener Missionen verdient sich Julia ihren Platz in der Gruppe. Dies ruft aber auch Neider auf den Plan. Ein Unfall schwächt schließlich Julias Position im sozialen Gefüge der „Wings“.

## Hintergrund
Rodeo ist der erste Kinospielfilm der französischen Regisseurin Lola Quivoron, die das Drehbuch gemeinsam mit Antonia Buresi verfasste. Buresi übernahm im Film auch die Nebenrolle der Ophélie. In der Hauptrolle der Julia wurde die in Paris lebende Motorradfahrerin und Laiendarstellerin Julie Ledru verpflichtet. Als Experte für die Stunts zeichnete Mathieu Lardot verantwortlich, der zuvor an zahlreichen Actionfilmen wie der Jason-Bourne- oder Mission-Impossible-Filmreihe mitgewirkt hatte.
Die Produktionskosten werden mit 1,2 Mio. Euro angegeben.

## Veröffentlichung
Rodeo wurde in Branchenkreisen als möglicher Beitrag für ein europäisches Filmfestival gehandelt. Tatsächlich wurde der Film in die Sektion Un certain regard des 75. Filmfestivals von Cannes eingeladen. Dort erfolgte die Premiere am 19. Mai 2022. Noch vor der Uraufführung zählten Kritiker des amerikanischen Branchendiensts IndieWire Rodeo zu den 18 am meisten erwarteten Cannes-Beiträgen.
Ein Kinostart von Rodeo in Frankreich ist im Verleih von Les Films du Losange geplant.

## Auszeichnungen
Im Rahmen seiner Premiere auf dem Filmfestival von Cannes ist Rodeo für den Prix Un Certain Regard sowie für die Caméra d’Or und Queer Palm nominiert.